# 大龙票
大龙票是中华民国初年在在北疆的迪化道、伊犁道及南疆的阿克苏道流通的面额为新疆红钱四百文新疆财政司（厅）库官票。因正面双龙戏珠的图案，且为与清末发行的老龙票区别，被俗称为大龙票。

## 历史
光绪三十四年（公元1908年），甘肃新疆布政使王樹枏对新疆省的官钱局进行改组，并发行纸币新疆藩库官票红钱肆百文，即老龙票。老龙票在全疆境内流通。辛亥革命以后，老龙票依然在新疆发行流通。杨增新主政新疆后，新疆官钱局被新疆财政司代替，成为了新疆纸币的发行机构。杨增新以新疆财政司的名义，发行了新疆财政司库官票，即新疆省票，作为在新疆流通的货币。民国二年（公元1913年），新疆财政司库官票发行最早的新疆司库官票，就是新疆财政司完全仿制老龙票的形制特征而发行的大龙票。大龙票是一种不兑现纸币，面额为新疆红钱四百文，合湘平银一两，其辅币为面额红钱一百文的狗娃子票。民国四年（公元1915年），因北洋政府的命令，所有财政司更名为财政厅，故更名后的新疆省财政厅发行了新一版大龙票，也就是新疆财政厅官票。
不过，因为在清朝时，新疆的财政主要依赖于内地各省的协饷维持，而中华民国成立后，新疆的协饷断绝。杨增新主政新疆后又面临着来自伊犁革命党人、南疆哥老会的势力以及沙俄和蒙古的侵犯等军事压力。使得新疆省的财政愈加吃紧。除此之外，新疆省票的发行亦准备不充分。因为这些原因，新疆当局不得不通过滥发货币以维持财政。此举虽然在一定时间内缓解了部分新疆省财政的压力，然而滥发货币导致的货币贬值开始出现，并最终引发了恶性通货膨胀。民国二年（公元1913年）时，每石价值银五六两的小麦，到了民国四年（公元1915年）价值涨至超过银二十两。省票虽名曰抵一两银，实际上其价值不过数钱银。而这期间，在喀什噶尔道和和阗县所流通的喀票，也就是仍在流通的老龙票却因准备充足，在这两个地区信用良好。使得信用较差的大龙票遭到了喀什噶尔道和和阗县的抵制。因此虽然规定大龙票为在全新疆省流通，而实际上仅在北疆的伊犁道、迪化道和南疆的阿克苏道流通。也因此，在喀、和二地的税款存在取巧的情况发生。截止民国六年（公元1917年）三月，大龙票先后发行7,541,000两，其中不包括库存未盖印的十万两和编号错误的一千两。

## 形制特征

民国四年版大龙票 注意司库官票已为厅库官票

大龙票为竖式大官票，白道林纸彩色石印，迪化印制。大龙票沿用清代纸币老龙票的图案，在纸币正面四周边框为双龙戏珠图案。背面印有财政司（厅）的汉文及察合台文告示，并盖有财政司（厅）的官印。民国二年版的大龙票尺寸为长215毫米，宽113毫米。大龙票质量较差，颜色也并不明亮。正面上方有横书“新疆司库官票”，正中直书“凭票发足红钱四百文整”。右侧为编号，左侧为日期。背面汉文告示为：
新疆财政司为晓谕事：照得此项官票准在本省及各属完纳粮草厘税等项及缴一切公款。兑换银钱，均在官钱局支付。如将来官设银行成立，即在银行支付。尚有不肖官商籍端勒索不收情事，准其来司禀控，定从严办。现在财政司印信尚未奉部颁到，业经呈明国务院仍用旧日布政司印信于官票内盖用，以免两歧，而昭信用。尚奸民捏造假票，亦即照例治罪。合行晓谕。为此，示仰通省官绅商民人等一体遵照，切切此谕。民国贰年 月 日示
因为财政司改为财政厅，民国四年版的大龙票其正面上方的横书被改为“新疆厅库官票”，其背面告示也因此改动数字。该版大龙票长219毫米，宽113毫米。而印制质量相较于前版更差。